# Белебенешть (комуна)
Белебенешть, Белебенешті (рум. Bălăbănești) — комуна у повіті Галац в Румунії. До складу комуни входять такі села (дані про населення за 2002 рік):
- Белебенешть (865 осіб)
- Бурсукань (649 осіб)
- Зімбру (57 осіб)
- Лунджешть (681 особа)

Комуна розташована на відстані 223 км на північний схід від Бухареста, 78 км на північ від Галаца, 118 км на південь від Ясс.

## Населення
За даними перепису населення 2002 року у комуні проживали 3964 особи, усі — румуни. Усі жителі комуни рідною мовою назвали румунську.
Склад населення комуни за віросповіданням:
| Релігія      | Кількість осіб | Відсоток |
| ------------ | -------------- | -------- |
| православні  | 3932           | 99,2%    |
| старообрядці | 26             | 0,7%     |
| адвентисти   | 4              | 0,1%     |
| бретрени     | 1              | < 0,1%   |